# Faema (ciclismo 1955-1962)
La Faema è stata una squadra maschile di ciclismo su strada, attiva tra i professionisti dal 1955 al 1962, dapprima con licenza italiana, poi belga e infine spagnola. Lo sponsor principale era l'omonima azienda di macchine per il caffè espresso con sede a Binasco, da cui la storica maglia bianca e rossa.
I suoi corridori più titolati furono il belga Rik Van Looy, due volte campione del mondo su strada e vincitore di numerose classiche, e il lussemburghese Charly Gaul, vincitore di un Giro d'Italia e di un Tour de France.

## Storia
La squadra nacque nel 1955 raccogliendo l'eredità della Guerra-Ursus, formazione italiana diretta da Learco Guerra. L'anno seguente passò sotto licenza belga. Al termine della stagione 1961 una parte della squadra confluì nella Wiel's-Flandria dando origine alla squadra denominata Flandria-Faema. La seconda parte continuò con licenza spagnola mantenendo il nome Faema, ma al termine della stagione 1962 fu completata la fusione con la Flandria, che nel 1963 fu rinominata Faema-Flandria.
Dal 1968 al 1970 la Faema avrebbe dato vita a una nuova squadra, capitanata da Eddy Merckx, capace di ottenere vittorie nei traguardi più prestigiosi.

## Cronistoria

### Annuario
| Anno | Codice | Nome                            | Cat. | Biciclette          | Dirigenza                                                                       |
| ---- | ------ | ------------------------------- | ---- | ------------------- | ------------------------------------------------------------------------------- |
| 1955 | -      | Faema-Guerra                    | Pro  | Guerra              | Dir. sportivi: Learco Guerra                                                    |
| 1956 | -      | Faema-Guerra/Faema-Van Hauwaert | Pro  | Guerra/Van Hauwaert | Dir. sportivi: Learco Guerra, Guillame Driessens                                |
| 1957 | -      | Faema-Guerra                    | Pro  | Guerra              | Dir. sportivi: Learco Guerra, Guillame Driessens                                |
| 1958 | -      | Faema-Guerra-Clément            | Pro  | Guerra              | Dir. sportivi: Learco Guerra, Guillame Driessens                                |
| 1959 | -      | Faema-Guerra                    | Pro  | Guerra              | Dir. sportivi: Learco Guerra, Guillaume Driessens, José Martínez, Bernardo Ruiz |
| 1960 | -      | Faema                           | Pro  | Guerra              | Dir. sportivi: Learco Guerra, Guillaume Driessens, Bernardo Ruiz                |
| 1961 | -      | Faema                           | Pro  | ?                   | Dir. sportivi: Guillaume Driessens, Bernardo Ruiz, Gabriel Saura                |
| 1962 | -      | Faema                           | Pro  | ?                   | Dir. sportivi: Bernardo Ruiz                                                    |

## Palmarès

### Grandi Giri
- Giro d'Italia

Partecipazioni: 7 (1955, 1956, 1957, 1958, 1959, 1960, 1961)
Vittorie di tappa: 26
1956: 3 (3 Charly Gaul)
1957: 2 (2 Charly Gaul)
1958: 4 (Botella, Bahamontes, Ciampi, Gaul)
1959: 4 (4 Rik Van Looy)
1960: 4 (3 Rik Van Looy, Salvador Botella)
1961: 8+1 (Faema: 3 Van Looy, 2 Schroeders, 2 Proost, van Est; Emi: Suárez)
Vittorie finali: 1
1956 (Charly Gaul)
Altre classifiche: 4
1956: Scalatori (Charly Gaul)
1960: Scalatori (Rik Van Looy)
1961: Squadre (Faema)
1962: Squadre
- Tour de France

Partecipazioni: 0
- Vuelta a España

Partecipazioni: 4 (1959, 1960, 1961, 1962)
Vittorie di tappa: 14
1959: 5 (4 Rik Van Looy, Gabriel Mas)
1960: 4 (Botella, Galdeano, Bahamontes, Suárez)
1961: 4 (Galdeano, Soler, Suárez, Moreno)
1962: 1 (Antonio Gómez del Moral)
Vittorie finali: 1
1961 (Angelino Soler)
Altre classifiche: 4
1959 Punti (Rik Van Looy)
1961 Punti (Angelino Soler), Squadre
1962 Squadre

### Classiche monumento
- Milano-Sanremo: 1

1958 (Rik Van Looy)
- Giro delle Fiandre: 1

1959 (Rik Van Looy)
- Giro di Lombardia: 1

1959 (Rik Van Looy)
- Parigi-Roubaix: 2

1958 (Léon Van Daele)
1961 (Rik Van Looy)
- Liegi-Bastogne-Liegi: 1

1957 (Germain Derijcke)
1961 (Rik Van Looy)

### Altri successi
Durante gli anni in cui erano in forza alla Faema, Charly Gaul vinse il Tour de France 1958 mentre Rik Van Looy vinse il campionato del mondo nel 1960 e nel 1961: in tali competizioni i ciclisti erano iscritti per squadre nazionali.